# Мария Дэви Христос
Мари́на Ви́кторовна Цвигу́н (в девичестве — Мамонова, также известна под псевдонимами: «Ма́терь Ми́ра Мари́я Дэ́ви Христо́с», «Викто́рия Преображе́нская»; 28 марта 1960, Сталино, Украинская ССР, СССР) — советская и украинская журналистка, редактор, поэтесса, создатель нового религиозного движения эсхатологического направления «Великого белого братства ЮСМАЛОС», признанного деструктивной тоталитарной сектой.

## Биография
Родилась 28 марта 1960 года в Сталино (ныне — Донецк). Фамилия до брака — Мамонова. Окончила Киевский государственный университет им. Т. Г. Шевченко, факультет журналистики. Была членом КПСС и Союза журналистов СССР.

В 1989 году была избрана депутатом Ленинского районного совета Донецка.
Также работала инструктором в Днепропетровском районном комитете ВЛКСМ (по другим данным, в Донецком городском комитете ВЛКСМ) и была редактором радиовещания Донецкой камвольно-прядильной фабрики.
Согласно автобиографии, 11 апреля 1990 года во время операции врачи зафиксировали клиническую смерть пациентки и этот этап длился 3,5 часа. Мамонова получает некое Откровение, согласно которому она — «Мессия Эпохи Водолея и Матерь Мира» и принимает новое имя «Мария Дэви Христос». По некоторым данным, клиническая смерть наступила во время пятого аборта, по другим — седьмого, а по словам ведшего тогда дело следователя, ставшего впоследствии Генеральным прокурором Украины, — Виктора Шокина — после десятого аборта.
В мае 1990 года в Днепропетровске с лекциями выступал Юрий Кривоногов, где он и познакомился с Мариной Мамоновой. Признание Кривоноговым Марины Цвигун мессией имеет две версии. По первой он сразу решил, что Марина богоизбрана. По другой, Марина сначала передала ему записку о своем мистическом опыте, пережитом после аборта. Они поженились и переехали на жительство в Киев.
В 1990 году Цвигун публично призывает всех объединиться в «Великое белое братство» перед приближающимся Преображением планеты Земля и вхождением человечества в новую «шестую расу». «Великое белое братство ЮСМАЛОС» широко развернуло свою деятельность. Многие города Украины и России были обклеены листовками с призывами покаяться перед приближающимся Страшным судом и не принять «метку Зверя 666» — чипирование людей. За короткое время в 1990—1991 году были созданы общины Белого братства практически во всех городах СССР, что вызвало обеспокоенность властей.

## Уголовное дело
1 апреля 1992 года Прокуратура Украины возбудила уголовное дело в отношении Цвигун. Дело было принято к производству начальником отдела надзора за исполнением законов специальным подразделением по борьбе с организованной преступностью прокуратуры Киева, старшим советником юстиции Виктором Шокиным. Уголовное дело было возбуждено по статьям УК Украины — 199 (Самовольное занятие земельного участка и самовольное строительство) и 143 (Мошенничество), однако вскоре дела по этим статьям были прекращены. Был объявлен розыск, но с февраля 1992 года Цвигун уже находилась в Болгарии.
С февраля 1992 года по весну 1993 года Цвигун вместе с несколькими своими последователями ездит по Болгарии, Польше и Чехословакии.

В начале 1993 года в средствах массовой информации, со ссылкой на Ю. Кривоногова, который объявил себя «пророком Матери Мира», распространяется информация о якобы готовящейся Великим белым братством ЮСМАЛОС акции массового самоубийства в связи с «концом света». В своём «пророчестве» Ю. Кривоногов указал «точную дату» Страшного Суда — 24 ноября 1993 года, призвав всех адептов собраться в Киев к этому сроку.
Весной 1993 года Цвигун приезжает в Москву, где издаёт книгу «Наука о свете и его трансформации», где излагает своё учение.
В сентябре 1993 года Цвигун приезжает в Киев, где к тому времени уже шли массовые аресты и задержания «белых братьев».
10 ноября 1993 года, в последний день объявленной Великим белым братством Юсмалос декады покаяния, Цвигун и несколько десятков членов Белого братства попытались захватить Софийский собор в Киеве и провести там свой молебен, а потом его сжечь. Попытка захвата была пресечена сотрудниками милиции, Марина Цвигун и Юрий Кривоногов были задержаны.
9 февраля 1996 года Киевский городской суд признал Цвигун виновной по статьям 187-5 (Захват государственных или общественных сооружений или построек), 209 (Посягательство на здоровье граждан под видом совершения религиозных обрядов), 101 ч. 1 (Умышленное телесное повреждение) УК Украины и приговорил её к четырём годам лишения свободы в ИТК общего режима. Ещё будучи под следствием, Цвигун развелась с Юрием Кривоноговым, официально изгнав его из братства, осудив его как Иуду, предавшего своего учителя.

## После освобождения
13 августа 1997 года Цвигун, освобождённая досрочно, выходит на свободу. Она восстанавливает «Великое белое братство Юсмалос».
13 сентября 1997 года Цвигун вышла замуж за Иоанна-Петра Второго (Виталия Ковальчука).
С 1998 по 2001 год предпринимались попытки официально зарегистрировать религиозную общину «Великого белого братства Юсмалос» на Украине, но Комитет по делам религии отказал.
В 1999—2003 годах издавала журнал «Юсмалос».
С 2004 года начала издавать журнал «КультУра».
С 2006 года переносит центр своей деятельности в Москву. Сменила имя и фамилию на «Виктория Преображенская». Под этим именем основала многоуровневое «Космическое полиискусство третьего тысячелетия» (объединяющее духовную живопись, графику, поэзию, музыку, танец), создала «Театр мистерий Виктории Преображенской» и «Творческую мастерскую Виктории Преображенской», проводит выставки своих картин, пишет стихи и музыку, издаёт поэтические и литературные сборники, записывает музыкальные альбомы.
В мае 2013 года появились сведения, что Цвигун восстановила «Белое братство» и начала вербовать новых членов.
Цвигун осудила Евромайдан, писала стихи в поддержку Виктора Януковича и Новороссии, а также материалы против Юлии Тимошенко.
После начала полномасштабного вторжения России на Украину заявила, что во всем виновато коварное мероприятие (имеется в виду страны Евросоюза и США), и что Россия только защищалась, а также поддержала политику Владимира Путина в отношении Украины.

## Издания
Дискография
- 1999 «Моя Всевышняя ЛЮБОВЬ!»
- 2000 «КультУра»
- 2001 «Явление СВЕТА»
- 2002 «Монос Астерион (Монастырь)»
- 2003 «Изонхайя (БогоИзлияние)»
- 2005 «Метагалактика»
- 2005 «Восхождение»
- 2005 «Преображение»
- 2005 «Русь Изначальная»
- 2005 «Дом Солнца»
- 2006 «Белая Тара»
- 2006 «Крест и Роза»
- 2006 «Жрица храма Стоунхендж»
- 2007 «Ладья Миллионов Лет»
- 2007 «Планета Египет»
- 2008 «Ночь Первоздания»
- 2009 Музыкально-театрализованная мистерия «Золотой Век — Зеп Тепи» 2CD
- 2010 «Дыхание Ориона»
- 2010 «Звёздная Мистерия»
- 2010 «Эдем»
- 2011 «Царствие Софии»
- 2011 «Солнечная РАса»
- 2011 «Небесные Колокола»

## Интервью
- Интервью с Викторией Викторовной ПреобРАженской. Московский комсомолец, 18.11.2011. Дата обращения: 23 апреля 2011. Архивировано 1 декабря 2012 года.

### Научная литература
- Абизова Л. В., Полуденко С. В. Тема 16. Сучасні нетрадиційні релігії. // Релігієзнавство: Навчальний посібник / За ред. Л. І. Мозгового, О. В. Бучми. — 2-ге вид.. — Киев: Центр учбової літератури, 2008. — С. 236—253. — 264 с. — ISBN 978-966-364-955-9. Архивировано 2 апреля 2013 года.
- Ахметова М. В. Утопия преображённого мира в современных эсхатологических представлениях (Белое братство, Богородичный центр, Церковь последнего завета, православные монархисты) // Сны Богородицы. Исследования по антропологии религии / Под ред. Ж. В. Кормина, А. А. Панченко, С. А. Штыркова. — СПб.: Изд-во Европ. ун-та в С.-Петербурге, 2006. — С. 203—213. — 304 с. — (Studia Etnologica). — ISBN 5-94380-047-6.
- Балагушкин Е. Г. Глава IV. Великое Белое Братство — ЮСМАЛОС // Нетрадиционные религии современной России: морфол. анализ. — М.: Институт философии РАН, 1999. — Т. I. — 244 с. — ISBN 5-201-02012-7. Копия 1, Копия 2
- Бриц Г. «Белое братство» // Религиозные течения и секты: справочник / Под ред. Ю. Дремлюга. — СПб.: Militia Dei, 2008. Архивировано 8 мая 2013 года.
- Григорьева Л. И. Белое братство ЮСМАЛОС // Религии народов современной России: Словарь / Ред-кол.: Мчедлов М. П. (отв. ред.), Аверьянов Ю. И., Басилов В. Н. и др. — 2-е изд., испр. и доп. — М.: Республика, 2002. — С. 41—43. — 624 с. — ISBN 5-250-01818-1.
- Дворкин А. Л. Глава 18 «Белое братство» // «Сектоведение. Тоталитарные секты. Опыт систематического исследования». — 3-е изд., перераб. и доп. — Нижний Новгород, 2006. — С. 633—643. — 813 с. — 6000 экз. — ISBN 5-88213-050-6.
- Лункин Р. Н. Белое Братство: от конца света к семейному счастью // Русское ревью. — Кестонский институт, 2008. — № 27. — С. 9. Архивировано 9 ноября 2013 года. (также опубликовано в журнале Религия и право. — 2008. — № 3. — С. 24-29)
- Фаликов Б. З. Белое братство // Культы и культура: От Елены Блаватской до Рона Хаббарда. — М.: РГГУ, 2007. — С. 228—242. — 265 с.
- Чайковский А. Е., Капочкина Н. А., Кудрявцев М. С. Глава 11. Новые религиозные движения «Белое братство» // История религий. Учебное пособие. — Нижний Новгород: НГТУ, 2001. Архивировано 8 декабря 2015 года.

### Статьи
- Липский, Семён. Мессия с супругом будут ожидать судного дня в КПЗ // Газета "Коммерсантъ". — 12.11.1993. — № 218 (441).(копия. Дата обращения: 16 января 2012.)
- Тихомиров, Владимир. Богиня-рецидивистка // Огонёк. — 23.10.2005. — № 42. — С. 23. Архивировано из оригинала 19 января 2013 года.